# William Hudson Baker
William Hudson Baker ( 14 de diciembre de 1911, Portland-1985) fue un botánico, profesor y explorador estadounidense.
Fue un importante contribuyente al conocimiento de las floras de Oregon y de Idaho durante el siglo XX.
Obtuvo su BS en 1935, y se doctora con un Ph.D. en 1942 en la OSU, y desarrolla una carrera universitaria de profesorado llegando en 1965 a la titularidad de la cátedra de Biología en la UID.
Durante su extensa actividad recolectó flora de Iron Mtn. Curry Co., Fairview Peak, en Lane Connecticut, en Willamette Valley y en el área de Curry.

## Algunas publicaciones
- 1942. A key to the flora of Fairview Mountain for use in teaching. Oregon State College: 1942: 162-163

- 1949. A taxonomic and ecologic comparison of the floras of Iron and Fairview Mountains in Oregon. Oregon State College: 1949: 208-218

- 1951. Plants of Fairview Mountain, Calapooya Range, Oregon. En: American Midland Naturalis

- 1961. En coautoría. Wildlife of the Northern Rocky Mountains. Naturegraph Co. 112 pp. 100 ilustrac. ISBN 0-911010-10-6

- La abreviatura «W.H.Baker» se emplea para indicar a William Hudson Baker como autoridad en la descripción y clasificación científica de los vegetales.[3]